# Agenzia di regolamentazione tecnica dell'Uzbekistan
L'Agenzia di regolamentazione tecnica dell'Uzbekistan (sigla: UZSTANDARD o O'ZTTSA) è l'organizzazione di standardizzazione nazionale dell'Uzbekistan.
Essendo membro dell'Organizzazione internazionale per la normazione (ISO), è necessariamente l'unica organizzazione di standardizzazione nazionale che rappresenti l'ISO in Uzbekistan. In particolare, è un membro a pieno titolo (Member body) dell'ISO, e in quanto tale partecipa e vota alle riunioni dell'ISO tecniche e sulle policy, oltre a vendere e adottare gli standard internazionali ISO a livello nazionale.

## Storia
L'attuale organizzazione di standardizzazione UZSTANDARD è stata preceduta da altre organizzazioni di standardizzazione, che si sono succedute a seconda dei cambiamenti politico-amministrativi della regione dell'Uzbekistan.
Nel 1923, quando l'Uzbekistan era parte della Repubblica Socialista Sovietica Autonoma del Turkestan, furono istituiti l'Ufficio per le misure e i pesi del Turkestan (Turkestan Bureau for Measures and Weights) e contemporaneamente la Camera di verifica delle misure e dei pesi (Verification Chamber for Measures and Weights), avente sede nella città di Tashkent, che un anno dopo venne ridenominata in Camera delle misure e dei pesi dell'Asia centrale (Central Asian Chamber for Measures and Weights). Nel 1930 nella Repubblica Socialista Sovietica Uzbeka fu formato il Comitato per la normalizzazione (Committee for Standardization), fuso un anno dopo alla Camera delle misure e dei pesi.
Nel 1992, con l'indipendenza della Repubblica dell'Uzbekistan, è stato costituito il Centro statale uzbeko per la standardizzazione, la metrologia e la certificazione (Uzbek State Centre for Standardization, Metrology and Certification - UZGOSTANDART), riorganizzata nel 2002 nell'Agenzia per la standardizzazione, metrologia e certificazione dell'Uzbekistan (UZSTANDARD).

## Attività
È membro dell'Organizzazione internazionale per la normazione (ISO), dove alla data del 3 novembre 2021 conta 24 partecipazioni alle Commissioni Tecniche (TC - Technical Committee) e 3 partecipazioni ai Comitati di sviluppo delle policy (PDC - Policy Development Committee).
Per le attività di standardizzazione, UZSTANDARD si avvale di 12 comitati tecnici.

### Norme tecniche
Le norme tecniche dell'UZSTANDARD sono contraddistinte dalla sigla "O‘z DSt", assieme a eventuali sigle di altre organizzazioni di standardizzazione da cui UZSTANDARD ha recepito la norma o che hanno recepito la norma da UZSTANDARD, e seguita dal codice numerico della norma, oltre all'anno, relativo all'edizione della norma; tale codice numerico potrebbe non corrispondere al codice adottato da altre organizzazioni di standardizzazione. Nel caso in cui l'anno di adozione di una norma sia differente dall'anno in cui la norma da cui trae origine è stata a sua volta adottata, anche l'anno indicato dopo il codice numerico della norma potrebbe essere differente (anche se il più delle volte i due anni coincidono).